# Yahor Sharamkou
Yahor Sharamkou –en bielorruso, Ягор Шарамкоў– (Mahiliou, 1999) es un deportista bielorruso que compite en gimnasia artística. Ganó dos medallas en el Campeonato Europeo de Gimnasia Artística de 2020, plata en el salto de potro y bronce en la prueba de suelo.

## Palmarés internacional
| Campeonato Europeo | Campeonato Europeo | Campeonato Europeo | Campeonato Europeo |
| Año                | Lugar              | Medalla            | Prueba             |
| ------------------ | ------------------ | ------------------ | ------------------ |
| 2020               | Mersin (Turquía)   | Medalla de plata   | Salto de potro     |
| 2020               | Mersin (Turquía)   | Medalla de bronce  | Suelo              |